# Anna Hedh
Anna Hedh (ur. 18 marca 1967 w Uppsali) – szwedzka polityk, posłanka do Parlamentu Europejskiego VI, VII i VIII kadencji.

## Życiorys
Ukończyła średnią szkołę pielęgniarstwa w Hvitfeldtska, następnie kursy zawodowe w Göteborgu. Kształciła się też w zakresie opieki nad młodzieżą. Do 1999 pracowała w różnych zawodach, m.in. jako pielęgniarka, pomoc domowa, kierownik placówek młodzieżowych. W 1999 została przewodniczącą grupy Socjaldemokratycznej Partii Robotniczej w Olandii. W tym samym roku weszła do zarządu partii w regionie Kalmar. Przez trzy lata była radną miasta Mörbylånga, zasiadała też w zarządzie gminy.
W 2004 z listy SAP uzyskała mandat posłanki do Parlamentu Europejskiego. W wyborach w 2009 z powodzeniem ubiegała się o reelekcję. W PE VII kadencji wstąpiła do grupy Postępowego Sojuszu Socjalistów i Demokratów oraz Komisji Wolności Obywatelskich, Sprawiedliwości i Spraw Wewnętrznych. W 2014 została wybrana na kolejną kadencję.